# Lina Qostal
Lina Qostal (arabisch لينا قسطال, DMG Līnā Qasṭāl; * 11. März 1997 in Rabat) ist eine marokkanische Tennisspielerin.

## Karriere
Qostal begann im Alter von sieben Jahren mit dem Tennissport. Sie spielt bislang vorrangig auf der ITF Women’s World Tennis Tour, wo sie einen Titel im Doppel gewinnen konnte.
Sie spielte Clubtennis für den USCM Rabat und wurde als zweitbeste Juniorin in Marokko gelistet. 2010 nahm sie an der Nike Junior Tour auf den Bahamas teil. 2011 spielte sie für Marokko beim Junior World Cup in Tschechien und 2013 belegte sie als Halbfinalistin den dritten Platz bei den African Junior Championships.
2013 spielte sie ihr erstes Turnier auf der WTA Tour, als sie eine Wildcard für das Hauptfeld im Einzel und Doppel des Grand Prix SAR La Princesse Lalla Meryem. Im Einzel unterlag sie Alizé Cornet klar mit 1:6 und 1:6. Im Doppel unterlag sie mit Partnerin Alizé Lim der Paarung Sandra Klemenschits und Andreja Klepač mit 3:6 und 3:6.
2014 erhielt sie eine Wildcard für die Qualifikation zum Grand Prix SAR La Princesse Lalla Meryem, wo sie Anastasia Grymalska mit 2:6 und 1:6 unterlag. Im Doppel erhielt sie zusammen mit Rita Atik eine Wildcard für das Hauptfeld, wo die beiden Iryna Burjatschok und Walerija Solowjowa mit 1:6 und 2:6 unterlagen.
2017 erhielt sie abermals eine Wildcard für beide Hauptfelder des Grand Prix SAR La Princesse Lalla Meryem. Im Einzel unterlag sie Gabriela Dabrowski mit 1:6 und 0:6, im Doppel mit ihrer Partnerin Laura Pous Tió der Paarung Kateryna Bondarenko und Varvara Lepchenko knapp in drei Sätzen mit 1:6, 6:3 und [9:11].
2019 erhielt sie letztmals Wildcards für das Hauptfeld im Doppel und die Qualifikation für den Grand Prix SAR La Princesse Lalla Meryem. Im Einzel unterlag sie Olga Danilović mit 1:6 und 2:6. Im Doppel unterlag sie mit Partnerin Sada Nahimana dem belgischen Duo Greet Minnen und Alison Van Uytvanck mit 2:6 und 3:6.
2013, 2017 und 2019 spielte sie für die Marokkanische Fed-Cup-Mannschaft. Bei neun Einsätzen konnte sie von 12 Matches neun gewinnen, davon alle fünf Einzel und vier von sieben Doppeln.

## Turniersiege

### Doppel
| Nr. | Datum             | Turnier | Kategorie   | Belag | Partnerin              | Finalgegnerinnen                         | Ergebnis |
| --- | ----------------- | ------- | ----------- | ----- | ---------------------- | ---------------------------------------- | -------- |
| 1.  | 16. November 2013 | Oujda   | ITF $10.000 | Sand  | Zarah Razafimahatratra | Alexandra Nancarrow Olga Parres Azcoitia | 6:3, 7:5 |

## College Tennis
Von 2014 bis 2018 spielte Qostal für das Damentennis-Team Quakers an der University of Pennsylvania.

## Persönliches
Lina ist die Tochter von Sanaa Zellou und Abde Pghani Qostal. Sie besuchte das Lycee Descartes.